# Maggie Wheeler
Maggie Wheeler (Nova Iorque, 7 de agosto de 1961) é uma atriz norte-americana, mais conhecida por ter interpretado Janice Goralnik no seriado de televisão americano "Friends".

## Carreira
Em "Friends", inicialmente fez audições para o papel de Monica Geller, mas acabou ganhando o papel de Janice, cuja voz é bastante nasalizada é muito semelhante à de Fran Drescher, porém incrivelmente diferente da real voz da atriz. Também fez uma participação especial no seriado da Nickelodeon "Drake & Josh" como uma prima distante de Mindi (namorada no seriado de um dos protagonistas).
Ela também fez audições para o papel de Debra Barone, no sitcom americano "Everybody Loves Raymond". Apesar de ter sido a escolha dos produtores, a CBS queria um tipo "menos étnico". Ela acabou, no entanto, interpretando o papel da amiga de Debra, Linda.
Ela era namorada de David Duchovny.
Maggie também apareceu na comédia "Seinfeld" e teve faturamento de estrela na primeira série de Ellen.
Em 1986 dublou a personagem Steelheart, do desenho animado Silverhawks e, em 2005, estreou frente a David DeLuise no piloto da NBC "The Sperm Donor".
A atriz fez uma participação na terceira temporada da série "How I Met Your Mother".

## Filmografia
| Ano       | Título                         | Personagem                               | Notas                                                                                               |
| --------- | ------------------------------ | ---------------------------------------- | --------------------------------------------------------------------------------------------------- |
| 1982      | Soup for One                   | Nurse                                    | |
| 1983      | Portfolio                      | Assistant Chereographer                  | |
| 1984      | The New Show                   | Various                                  | 4 episódios                                                                                         |
| 1985      | The Paper Chase                |                                          | Episódio: "The Day Kingsfield Missed Class"                                                         |
| 1986      | Silverhawks                    | voz                                      | TV                                                                                                  |
| 1987      | The Comic Strip                | voz                                      | TV                                                                                                  |
| 1987      | Someone to Love                | Attendee                                 | |
| 1989      | Mortal Sins                    | Marie                                    | |
| 1989      | New Year's Day                 | Lucy                                     | |
| 1990      | L.A. Law                       | Paula Lights                             | Episódio: "The Good Human Bar"                                                                      |
| 1991      | Dream On                       | Bonnie Decker                            | Episódio: "So Funny I Forgot to Laugh"                                                              |
| 1992      | Seinfeld                       | Cynthia                                  | Episódio: "The Fix-Up"                                                                              |
| 1992      | Civil Wars                     |                                          | Episódio: "Mob Psychology"                                                                          |
| 1992      | Doogie Howser, M.D.            | Elena Spencer                            | Episódio: "What You See Ain't Necessarily What You Get" Episode: "The Patient in Spite of Himself"  |
| 1993      | Sexual Healing                 | Suzanne                                  | |
| 1994      | The X-Files                    | Det. Sharon Lazard                       | Episódio: "Born Again"                                                                              |
| 1994–2004 | Friends                        | Janice Litman-Garelnick-(Née Hozenstein) | 19 episódios                                                                                        |
| 1994–1996 | Ellen                          | Anita Warrell                            | 13 episódios                                                                                        |
| 1995      | Pride & Joy                    | Flight Attendant                         | Episódio: "Terror at 30,000 Feet"                                                                   |
| 1996–2004 | Everybody Loves Raymond        | Linda Gruenfelder                        | 11 episódios                                                                                        |
| 1998      | The New Batman Adventures      | Fake Harley (voz)                        | Episódio: "Joker's Millions"                                                                        |
| 1998      | Love Boat: The Next Wave       | Cindy                                    | Episódio: "True Course"                                                                             |
| 1998      | The Parent Trap                | Marva Kulp, Jr                           | |
| 1999      | Get Real                       | Jennifer                                 | Episódio: "Pilot"                                                                                   |
| 2001      | Jack & Jill                    | Kristen Moss                             | Episódio: "Crazy Like a Fox, Hungry Like the Wolf"                                                  |
| 2001      | It's Like, You Know...         | Rachel                                   | Episódio: "Walking Tall"                                                                            |
| 2002      | Will & Grace                   | Polly                                    | Episódio: "Dyeing Is Easy, Comedy Is Hard"                                                          |
| 2002      | Justice League                 | voz                                      | Episódio: "Fury: Part 1" Episódio: "Fury: Part 2"                                                   |
| 2003      | CSI: Crime Scene Investigation | Stand-Up Comedian                        | Episódio: "Last Laugh"                                                                              |
| 2003      | Barbie of Swan Lake            | Odile                                    | voz                                                                                                 |
| 2003      | Lilo & Stitch: The Series      | Additional Voices                        | Episódio: "Kixx: Experiment 601"                                                                    |
| 2004      | Kim Possible                   | Dr. Renton (voz)                         | Episódio: "Motor Ed"                                                                                |
| 2005      | Paine Management               | Jeanine Bernsen                          | TV                                                                                                  |
| 2005      | Fat Actress                    | Woman Diapering Baby                     | Episódio: "Charlies Angels or Too Pooped to Pop"                                                    |
| 2005      | Higglytown Heroes              | Street Sweeper Hero (voz)                | Episódio: "Higgly Frog Day/Eubie's Ele-Fantastic Adventure"                                         |
| 2005      | E-Ring                         | Investigator                             | Episódio: "Escape and Evade"                                                                        |
| 2006      | Drake & Josh                   | 3rd Cousin Denise                        | Episódio: "Alien Invasion"                                                                          |
| 2006      | Dr. Dolittle 3                 | Brown Hen / Fluffy Hen (voz)             | Video                                                                                               |
| 2006      | ER                             | Amy Kellerman                            | Episódio: "Ames v. Kovac"                                                                           |
| 2006      | Friday Night Lights            | Teacher                                  | Episódio: "It's Different for Girls"                                                                |
| 2007      | The War at Home                | Mindy                                    | Episódio: "It's a Lower-Middle-Upper-Middle Class Problem" Episódio: "The War of the Golds"         |
| 2007      | Waking Dreams                  | Jenny                                    | |
| 2007      | How I Met Your Mother          | Margaret                                 | Episódio: "Dowisetrepla"                                                                            |
| 2009      | Without a Trace                | Gail Menken                              | Episódio: "Wanted"                                                                                  |
| 2009      | The Breakdown                  | Jennifer                                 | |
| 2009      | Archer                         | Receptionist (voz)                       | Episódio: "Mole Hunt"                                                                               |
| 2010      | Archer                         | Trinette Magoon (voz)                    | Episódio: "Training Day" Episódio: "Dial M for Mother" Episódio: "Blood Test" Episódio: "Stage Two" |
| 2010      | Glenn Martin DDS               | (voz)                                    | Episódio: "Jackie of All Trades"                                                                    |
| 2011      | Shake It Up                    | Mrs. Garcia                              | Episódio: "Twist it Up"                                                                             |
| 2011      | Curb Your Enthusiasm           | Ilene Solotaroff                         | Episódio: "Palestinian Chicken"                                                                     |
| 2013      | Californication                | Ophelia                                  | 5 episódios                                                                                         |